# Crenicichla
Crenicichla és un gènere de peixos de la família dels cíclids i de l'ordre dels cipriniformes que es troba a Sud-amèrica.

## Taxonomia
- Crenicichla acutirostris (Günther, 1862)[2]
- Crenicichla adspersa (Heckel, 1840)[3]
- Crenicichla albopunctata (Pellegrin, 1904)[4]
- Crenicichla alta (Eigenmann, 1912)[5]
- Crenicichla anthurus (Cope, 1872)[6]
- Crenicichla brasiliensis (Bloch, 1792)
- Crenicichla britskii (Kullander, 1982)[7]
- Crenicichla cametana (Steindachner, 1911)
- Crenicichla celidochilus (Casciotta, 1987)
- Crenicichla cincta (Regan, 1905)
- Crenicichla compressiceps (Ploeg, 1986)
- Crenicichla coppenamensis (Ploeg, 1987)
- Crenicichla cyanonotus (Cope, 1870)
- Crenicichla cyclostoma (Ploeg, 1986)
- Crenicichla empheres (Lucena, 2007)[8]
- Crenicichla frenata (Gill, 1858)[9]
- Crenicichla gaucho (Lucena & Kullander, 1992)[10]
- Crenicichla geayi (Pellegrin, 1903)[11]
- Crenicichla hadrostigma (Lucena, 2007)[8]
- Crenicichla haroldoi (Luengo & Britski, 1974)
- Crenicichla heckeli (Ploeg, 1989)
- Crenicichla hemera (Kullander, 1990)
- Crenicichla hummelincki (Ploeg, 1991)
- Crenicichla igara (Lucena & Kullander, 1992)
- Crenicichla iguapina (Kullander & de Lucena, 2006)[12]
- Crenicichla iguassuensis (Haseman, 1911)
- Crenicichla inpa (Ploeg, 1991)
- Crenicichla isbrueckeri (Ploeg, 1991)[13]
- Crenicichla jaguarensis (Haseman, 1911)
- Crenicichla jegui (Ploeg, 1986)
- Crenicichla johanna (Heckel, 1840)
- Crenicichla jupiaensis (Britski & Luengo, 1968)
- Crenicichla jurubi (Lucena & Kullander, 1992)
- Crenicichla labrina (Spix & Agassiz, 1831)
- Crenicichla lacustris (Castelnau, 1855)
- Crenicichla lenticulata (Heckel, 1840)
- Crenicichla lepidota (Heckel, 1840)[3]
- Crenicichla lucius (Cope, 1870)
- Crenicichla lucenai Mattos, 2014)
- Crenicichla lugubris (Heckel, 1840)
- Crenicichla macrophthalma (Heckel, 1840)
- Crenicichla maculata (Kullander & de Lucena, 2006)[14]
- Crenicichla mandelburgeri (Kullander, 2009)[15]
- Crenicichla marmorata (Pellegrin, 1904)
- Crenicichla menezesi (Ploeg, 1991)
- Crenicichla minuano (Lucena & Kullander, 1992)
- Crenicichla missioneira (Lucena & Kullander, 1992)
- Crenicichla mucuryna (Ihering, 1914)
- Crenicichla multispinosa (Pellegrin, 1903)
- Crenicichla nickeriensis (Ploeg, 1987)
- Crenicichla niederleinii (Holmberg, 1891)
- Crenicichla notophthalmus (Regan, 1913)
- Crenicichla pellegrini (Ploeg, 1991)
- Crenicichla percna (Kullander, 1991)
- Crenicichla phaiospilus (Kullander, 1991)
- Crenicichla prenda (Lucena & Kullander, 1992)
- Crenicichla proselytus (Kullander, 1988)[16]
- Crenicichla proteus (Cope, 1872)
- Crenicichla punctata (Hensel, 1870)
- Crenicichla pydanielae (Ploeg, 1991)
- Crenicichla regani (Ploeg, 1989)
- Crenicichla reticulata (Heckel, 1840)
- Crenicichla rosemariae (Kullander, 1997)
- Crenicichla santosi (Ploeg, 1991)
- Crenicichla saxatilis (Linnaeus, 1758)
- Crenicichla scottii (Eigenmann, 1907)
- Crenicichla sedentaria (Kullander, 1986)
- Crenicichla semicincta (Steindachner, 1892)
- Crenicichla semifasciata (Heckel, 1840)
- Crenicichla sipaliwini (Ploeg, 1987)
- Crenicichla stocki (Ploeg, 1991)
- Crenicichla strigata (Günther, 1862)
- Crenicichla sveni (Ploeg, 1991)
- Crenicichla tendybaguassu (Lucena & Kullander, 1992)
- Crenicichla ternetzi (Norman, 1926)
- Crenicichla tesay (Casciotta & Almiron, 2009)[17]
- Crenicichla tigrina (Ploeg, Jegu & Ferreira, 1991)
- Crenicichla tingui (Kullander & de Lucena, 2006)[14]
- Crenicichla urosema (Kullander, 1990)
- Crenicichla vaillanti (Pellegrin, 1903)
- Crenicichla virgatula (Ploeg, 1991)
- Crenicichla vittata (Heckel, 1840)
- Crenicichla wallacii (Regan, 1905)
- Crenicichla yaha (Casciotta, Almirón & Gómez, 2006)[18]
- Crenicichla zebrina (Montana, López-Fernández & Taphorn, 2008)[19][20][21]